# Katzenbergtunnel

Katzenbergtunnel mit anschließenden Streckenabschnitten (rot) und Anbindungen an die Bestandsstrecke (grau)

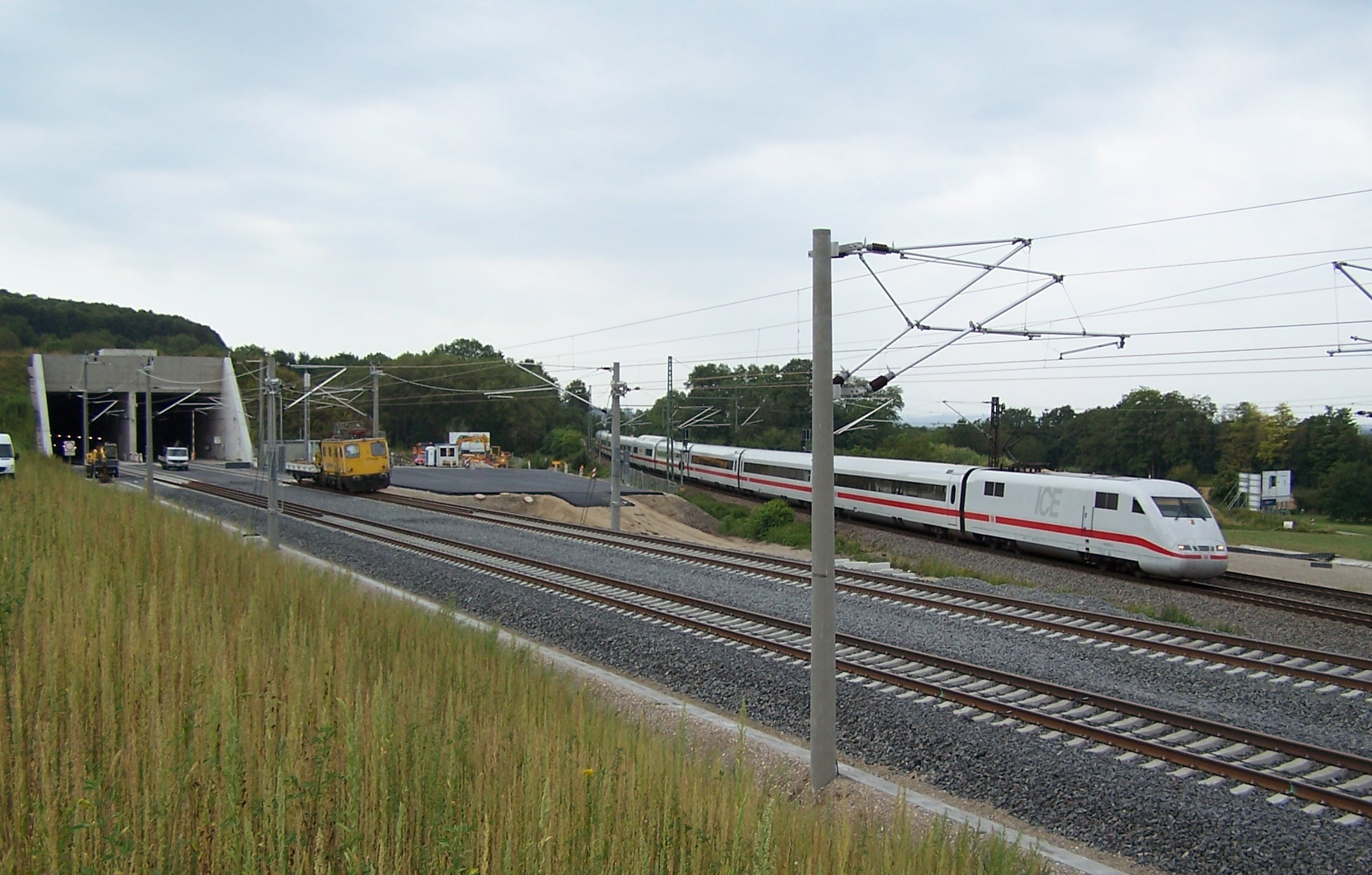
Blick auf das Nordportal (August 2012)

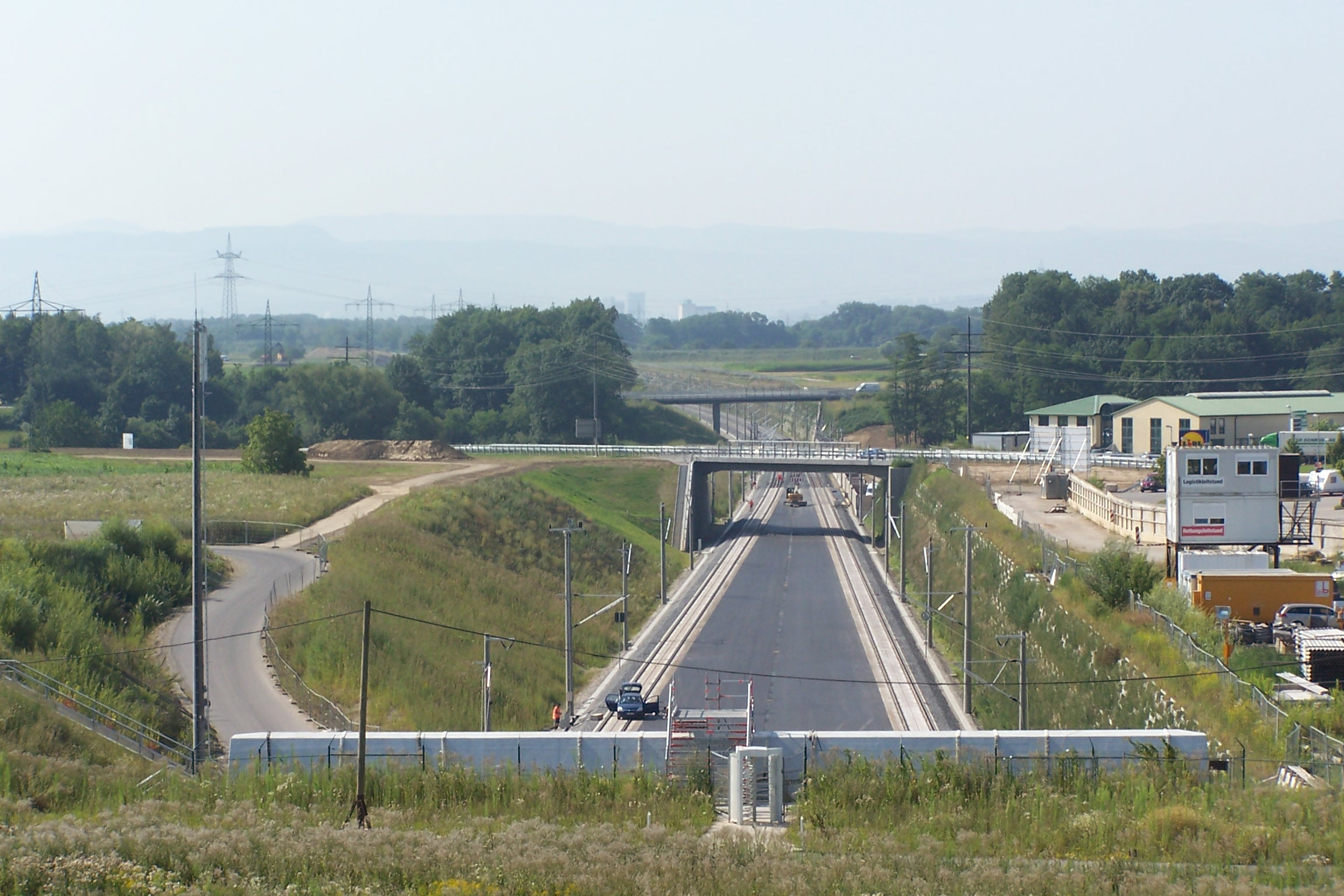
Blick vom Südportal Richtung Basel (Juli 2012). Der Gleismittenabstand wird von rund 25 m im Tunnel auf das auf offener Strecke übliche Maß von 4,50 m zusammengezogen.

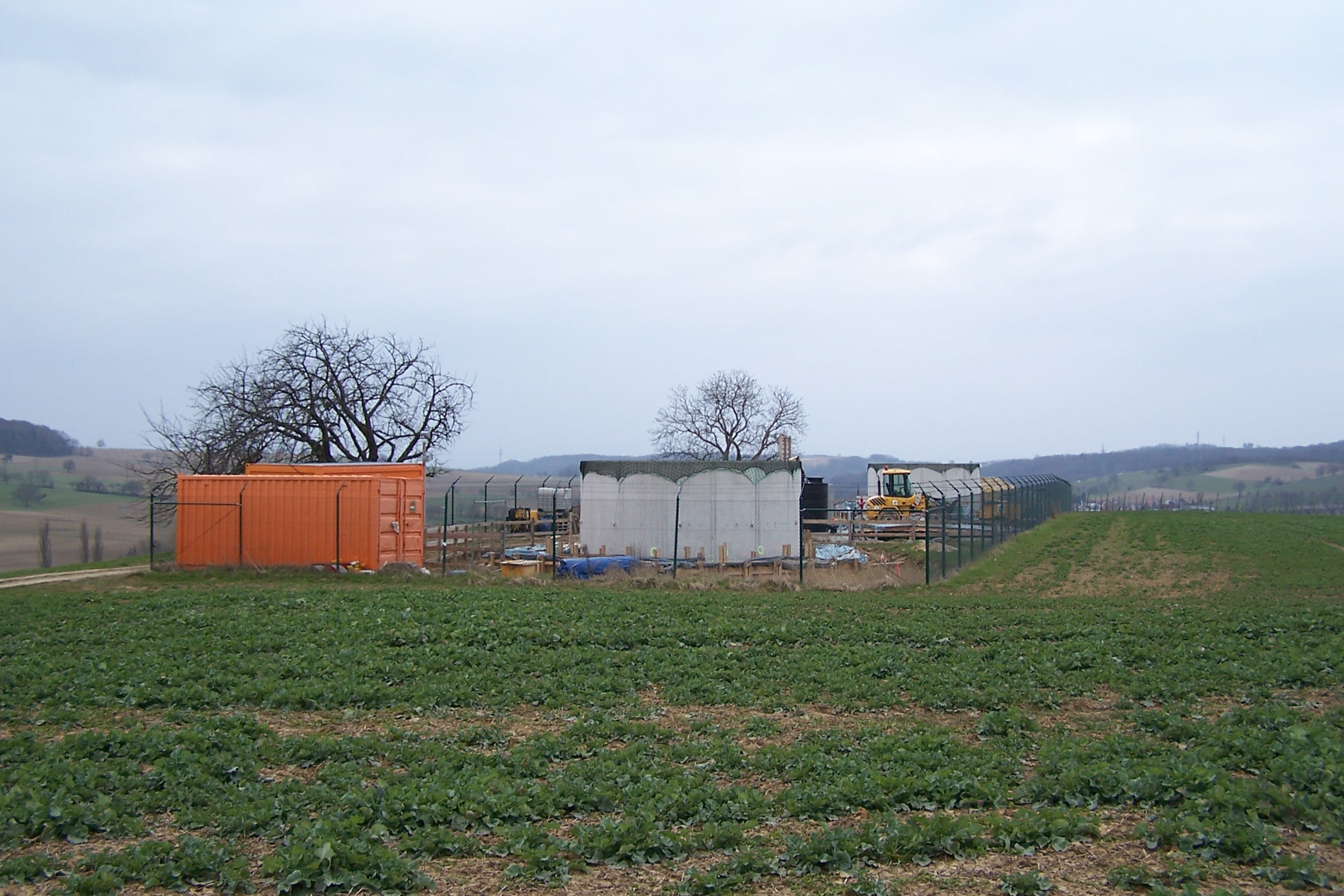
Das Lüftungsbauwerk der Oströhre an der Oberfläche

Der Katzenbergtunnel ist ein Eisenbahntunnel der Ausbau- und Neubaustrecke Karlsruhe–Basel, der zur Erhöhung der Kapazität und Geschwindigkeit der Bahnstrecke Mannheim–Basel (Rheintalbahn) sowie zur Entlastung der Gemeinden an der alten Strecke vom Güterverkehr errichtet wurde. Die beiden parallelen, eingleisigen und mit bis zu 250 km/h befahrbaren Röhren verlaufen zwischen Bad Bellingen und Efringen-Kirchen. Mit einer Länge von 9385 Metern ist er nach dem Landrückentunnel und dem Mündener Tunnel der drittlängste Tunnel sowie der längste Zweiröhrentunnel Deutschlands. (Nach Fertigstellung des Fildertunnels wird dieser der drittlängste Tunnel sein, der Katzenbergtunnel dann die Nummer vier.)
Die Fahrzeitverkürzung für den Schienenpersonenfernverkehr zwischen Freiburg und Basel beträgt vorerst zwei Minuten. Nach der Fertigstellung des gesamten Streckenabschnitts soll sich die Fahrzeit um rund 15 Minuten verkürzen. In der Nacht sollen bis auf wenige Ausnahmen alle und tagsüber möglichst viele Güterzüge durch den Katzenbergtunnel geführt werden.
Der Tunnel und seine Anbindung an das bestehende Netz kosteten insgesamt rund 610 Millionen Euro. Die Freigabe durch das Eisenbahn-Bundesamt erfolgte am 4. Dezember 2012, am gleichen Tag fand auch die feierliche Eröffnung statt. Der Regelbetrieb begann am 9. Dezember 2012.

## Verlauf
Der Tunnel ist Teil eines 17,6 km langen Neubauabschnitts und liegt zwischen den Streckenkilometern 245,410 und 254,829 der ausgebauten Rheintalbahn (DB-Netz-Streckennummer 4280).
Das Bauwerk ist nach dem 397 m ü. NHN hohen Katzenberg (⊙), der etwa 1,2 km ostnordöstlich von Wintersweiler und wenige Hundert Meter östlich des Tunnels liegt, benannt. Er durchquert dabei den Randbereich des Markgräfler Hügellands. Das Nordportal liegt bei Bad Bellingen, das Südportal bei Efringen-Kirchen. Der Tunnel unterfährt in seinem Verlauf die Gemeinden und Ortsteile Hertingen und Bamlach (Strecken-km 248), Rheinweiler (km 249), Blansingen und Welmlingen (km 251), Mappach (km 252), Wintersweiler (km 253) sowie Efringen und Efringen-Kirchen (km 254).
Bei einer Entwurfsgeschwindigkeit von 300 km/h können die Röhren mit 250 km/h befahren werden. Die Tunneltrasse verläuft auf nahezu der gesamten Länge gerade. Lediglich im Nordbereich liegt die Trasse auf rund 400 Meter Länge in einem weiten Gleisbogen von 4000 m Radius.
Der Regelabstand der beiden Tunnel (Gleisachsen) liegt bei 26 m. Die Gleisachse liegt dabei 62 cm außermittig, um auf jeweils einer Seite Platz für einen Rettungsweg zu schaffen. Die beiden Röhren sind über 19 Querschläge im Längsabstand von rund 500 m miteinander verbunden.
An das Südportal schließt sich ein rund vier Kilometer langer offener Streckenabschnitt an, der bei Haltingen (Streckenkilometer 264) auf die Stammstrecke der Rheintalbahn trifft. Eine drei Kilometer lange offene Strecke verbindet das Nordportal mit der Stammstrecke, auf die sie im Bahnhof Schliengen (km 243) trifft.

### Höhenverlauf
Nord- und Südportal liegen auf nahezu derselben Höhe (rund 250 m), die Gradiente steigt zur Mitte hin leicht um 16 m an. Das Nordportal befindet sich auf 253,73 m. Von dort an liegt die Steigung, über 2433,5 m, zunächst bei 1,0 Promille und geht zur Mitte hin in einen Anstieg von 5,4 Promille (3280,8 m) über. An diesem Punkt erreichen die Röhren ihren höchsten Punkt mit 269,43 m. Zur Verbesserung der Entlüftung wurde jeweils über dem Hochpunkt beider Röhren (bei Gupf, ⊙) ein 65 m tiefer Lüftungsschacht von sechs Metern Innendurchmesser errichtet. Die Schächte enden etwa drei Meter über Geländeoberkante und wurden mit einer Einfriedung und einem Absperrgitter versehen. Danach fällt die Strecke schließlich wieder auf einer Länge von 4964,8 m mit 3,5 Promille ab, das Südportal befindet sich auf 256,84 m und damit rund drei Meter höher als das Nordportal. (Alle Höhenangaben beziehen sich auf die Schienenoberkante, alle anderen Angaben auf den bergmännisch hergestellten Hauptteil des Tunnels.)
Die Überdeckung des bergmännisch hergestellten Teils liegt zwischen 25 m und 110 m; die geringste Überdeckung wird 23 m unterhalb der Bundesstraße 3 bei Strecken-km 250,7 und die höchste südöstlich von Bad Bellingen erreicht.

### Geologie
Der Tunnel durchquert zumeist weichere Gesteinsschichten in der Vorbergzone, die sich in unterschiedlichen Verwitterungstufen befinden. Zumeist werden tertiäre Sedimentgesteine wie Ton-, Mergel- und Kalkstein, vereinzelt auch Sandstein durchfahren. Lediglich im Südabschnitt, auf einer Länge von etwa 800 m, wurde überwiegend Massenkalk des Weißjura durchörtert.
Der Tunnel liegt durchgehend bis zu 90 m unter dem Grundwasserspiegel. Der höchste Pegel liegt dabei zumeist 10 bis 20 Meter unter dem Gelände an, darüber hinaus liegen weitere Schichten stellenweise darunter.

## Geschichte

### Ausgangssituation
Die ursprünglich bestehende zweigleisige Strecke stellte ein Hindernis für den schnellen Personenfernverkehr dar. Sie führt an dessen westlichem Rand um den Isteiner Klotz und ist aufgrund zahlreicher Kurven in diesem Bereich nur mit vergleichsweise geringer Geschwindigkeit befahrbar: So liegt die zugelassene Höchstgeschwindigkeit bei Bad Bellingen bei 100 km/h, in Rheinweiler bei 70 km/h, bei drei kurzen Tunneln im Bereich von Istein bei 80 km/h, in Efringen-Kirchen bei 120 km/h. Die Bestandsstrecke ist darüber hinaus etwa 3,8 km länger als die fast gerade Trasse durch den Berg.

### Planung
1974 wurden im Rahmen der geplanten Neu- und Ausbaustrecke vier Trassenvarianten als Planskizzen vorgestellt. 1978 schlug die Gemeinde Efringen-Kirchen eine Trasse über das Elsass vor. 1979 schlug der Karlsruher Bundesbahndirektor Zimmermann Linienverbesserungen zwischen Bad Bellingen und Istein durch drei neue Tunnel für Geschwindigkeiten von 160 bis 200 km/h vor.
Anfang der 1980er Jahre wurden für den Abschnitt zwischen Schliengen und Eimeldingen verschiedene Varianten diskutiert: Die oberirdische und weitgehend unmittelbar östlich entlang des Rheins führende „Rheinvorlandvariante“ wurde für eine Höchstgeschwindigkeit von 200 km/h entwickelt und sah weitreichende Eingriffe in Siedlungsstrukturen vor. Außerdem wurden zwei Varianten („Engetal“ und „Katzenberg“) mit bis zu 8 km langen Tunneln entwickelt. Zusätzlich gab es die „Zimmermann-Variante“, diese sah den Ausbau der bisherigen Strecke vor. Die von der Bundesbahn zunächst bevorzugte Rheinvorlandvariante stieß in der Region auf vielfache Kritik. Die letztlich realisierte Katzenbergtunnel-Variante soll nach eigenen Angaben zwischen 1977 und 1981 durch den ortsansässigen Ingenieur Albert Schmidt und seine Mitarbeiter entwickelt worden sein. Der Vorschlag wurde vom damaligen Projektleiter Ernst Krittian aufgegriffen.
Das Raumordnungsverfahren für den Streckenabschnitt Schliengen–Basel, zu dem der Tunnel gehört, führte das Regierungspräsidium Freiburg ab 1987 durch und wog darin die Katzenberg- und die Rheinvorlandvariante gegeneinander ab. Im selben Jahr fanden zwischen Efringen-Kirchen und Schliengen insgesamt 40 Bohrungen statt, um den Untergrund zu erkunden. Manche Bohrlöcher waren bis zu 140 m tief. Im Raumordnungsbeschluss vom 24. Februar 1989 wurde die Rheinvorland-Variante abgelehnt und die Katzenberg-Variante favorisiert. Die Katzenberg-Variante sei nach Angaben der Deutschen Bahn unter anderem als die umweltverträglichste und wirtschaftlichste Lösung identifiziert worden. Es war außerdem geplant, die neue Trasse innerhalb Eimeldingens in Tieflage zu führen; dazu wurden beim Bau der Bundesautobahn 98 Widerlager für eine Bahnbrücke gebaut. Im Jahr 2002 wurde schließlich entschieden, die Trasse nicht in Tieflage zu führen, sie dafür aber mit Lärmschutzwänden auszustatten. Deshalb mussten die Widerlager wieder abgerissen werden.
Das Bauwerk wurde in den 1980er Jahren mit einem zweigleisigen Querschnitt (beide Gleise in einer Röhre) geplant. Eine Besonderheit war Ende 1988 die Verwendung des Global Positioning Systems (GPS) für die Vermessungen im Rahmen der Voruntersuchungen. Da dieses dort noch nicht vollständig verfügbar war, standen nur zwischen 21 Uhr und Mitternacht ausreichend viele Satelliten genügend hoch über dem Horizont: Der für die Messungen erforderliche Zeitraum konnte nach Bahnangaben dennoch von etwa drei Wochen auf neun Tage verringert werden. Noch während des Raumordnungsverfahrens liefen Anfang 1989 bereits geologische und hydrologische Untersuchungen.
Zunächst war geplant, im südlichen Anschluss an den Tunnel die Neubaustrecke auf weiteren 400 Metern in Tieflage und überdeckelt zu führen. Diese Pläne wurden 1998 aufgrund knapper Haushaltsmittel verworfen; etwa zehn Millionen D-Mark sollten dadurch eingespart werden. Die geplanten Gesamtkosten für den Katzenbergtunnel lagen zu diesem Zeitpunkt bei 1,3 Milliarden D-Mark.
Aufgrund fehlender Finanzierungszusage wurden die Planungsarbeiten von 1990 bis 1996 unterbrochen. Der Planfeststellungsabschnitt 9, zu dem der Tunnel gehört, wurde in drei Abschnitte geteilt. Der Tunnel wird dem Abschnitt 9.1 zugeordnet, in dem die Planungsarbeiten wieder aufgenommen und 1997 abgeschlossen wurden. Die Pläne wurden ab Frühjahr 1998 in Gremien beraten und ab Herbst 1998 in den betroffenen Gemeinden erörtert.
Durch veränderte Vorgaben des Eisenbahn-Bundesamtes für den Brand- und Katastrophenschutz wurden inzwischen zwei eingleisige Röhren geplant. Der Abstand zu einem „sicheren Bereich“ (Querstollen oder Tunnelportal) dürfte höchstens 500 Meter betragen, außerdem muss ein Zweiröhrentunnel durch Straßenfahrzeuge befahrbar sein.
Aufgrund von Veränderungen im Regelwerk der Deutschen Bahn und neuer Erfahrungen konnten die Röhren ferner nicht mehr mit einer Drainage ausgebildet werden, sondern mussten gegen die zu erwartende Wassersäule von bis zu 90 m dimensioniert werden. Daraus wiederum ergab sich ein Kreisprofil als günstige Lösung, womit wiederum ein Vortrieb mittels Tunnelvortriebsmaschinen in den Bereich des Möglichen rückte. Die Entwurfsplanung für die Ausschreibung erfolgte für Maschinen- und Spritzbeton-Vortrieb parallel.
Das Planfeststellungsverfahren endete am 22. November 2002. Damit waren Maschinen- und Spritzbetonbauweise in gleicher Weise zugelassen. Für beide Methoden waren Kreisquerschnitte vorgesehen. Während für die Spritzbetonmethode ein Vortrieb von beiden Portalen und einem Zwischenangriff vorgesehen war, sollte ein Maschinenvortrieb vom Südportal aus erfolgen.
Die Anliegergemeinden leiteten gegen den Planfeststellungsbeschluss rechtliche Schritte ein; unter anderem sollte die Trasse in Bad Bellingen nach Osten verschoben werden.
Nachdem keine der beiden Vortriebsmethoden technisch klar der anderen überlegen war, wurden in die europaweite Ausschreibung beide Methoden chancengleich zugelassen. Vier Bieter gaben Angebote ab, wobei das teuerste Angebot 21,1 Prozent über dem günstigsten Angebot lag. Drei der vier Bieter boten neben einem Spritzbeton- auch einen Maschinenvortrieb an, der jeweils preisgünstiger als der Sprengvortrieb war. Die Errichtung des Tunnels wurde nach mehreren Verhandlungsrunden am 31. Juli 2003 schließlich vergeben. Beauftragt wurde die ARGE Katzenbergtunnel. Die Federführung hatte die Ed. Züblin AG (Stuttgart), die kaufmännische Leitung lag bei Wayss & Freytag (Stuttgart). Weitere wichtige Teilnehmer waren die Firmen Marti Tunnelbau AG (Bern, Schweiz) und Jäger Bau GmbH (Schruns, Österreich). Darüber hinaus waren bis zu 123 Subunternehmen an der Realisierung des Projekts beteiligt.
Bei Vergabe wurde mit dem Baubeginn für Mitte 2004 und mit der Fertigstellung im Jahr 2007 gerechnet.
Mit der Lieferung der beiden Tunnelbohrmaschinen (TBM) wurde die Herrenknecht AG (Schwanau) beauftragt. Es handelte sich um sogenannte Erddruckschilde, die das abgebaute Material als Tunnelbruststützung nutzen konnten. Ein Vortrieb per Tunnelbohrmaschine wurde neben wirtschaftlichen Erwägungen auch aufgrund der zumeist weichen Gesteinsschichten (ohne Stützfunktion) gewählt, die einen Vortrieb in kleinen Schritten mit unmittelbarer Abstützung und Betonierung erforderlich machten. Auch aufgrund der Wasser- und Quelldruckverhältnisse stellt ein kreisrunder Querschnitt, den eine TBM zwangsläufig erzeugt, die optimale Tunnelform dar. Der Stückpreis der Maschinen lag bei je 17 Millionen Euro zuzüglich jeweils drei Millionen Euro Transportkosten. Die geschätzten Kosten des TBM-Vortriebs lagen 15 Prozent unter denen eines Sprengvortriebs.
Die beiden Röhren liegen im Planfeststellungsabschnitt 9.1 der Neu- und Ausbaustrecke, der zwischen Schliengen und Eimeldingen verläuft. Das Projekt wurde von der Außenstelle Freiburg der DB ProjektBau gesteuert und überwacht.

### Bau

#### Bauvorbereitung
Nach Abschluss des Planfeststellungsverfahrens in diesem Abschnitt im November 2002 begannen im Dezember 2002 die Arbeiten zur Anlage einer Zufahrtsstraße zum zukünftigen Rettungsplatz am Nordportal. Die Auftragsvergabe an eine Bietergemeinschaft erfolgte im Sommer 2003. Die bauvorbereitenden Maßnahmen begannen im August 2003, zum 1. September des gleichen Jahres begannen die offiziellen Bauarbeiten. Als erstes erfolgten dabei Bauarbeiten am südlichen, 320 m langen Voreinschnitt sowie die Einrichtung der Baustelle am Südportal.
Mit der Baustelleneinrichtung und dem Aufbau der notwendigen Infrastruktur begannen am Südportal die Bauarbeiten im November 2003. Die eingerichtete Baustelle umfasste dabei eine Fläche von rund 100.000 m² und beinhaltete unter anderem Büros, Wohnräume für bis zu 230 Arbeiter, Lager- und Umschlagflächen, eine Tübbingfabrik (11.000 m²) sowie ein Informationszentrum. Aufgrund von Verzögerungen und Neupriorisierungen in der Verkehrswege-Bedarfsplanung ruhten die Bauarbeiten im Jahr 2004 für knapp fünf Monate. Im August 2004 wurde entschieden, das Projekt fortzuführen. Das Anliefern und Zusammensetzen der beiden Tunnelbohrmaschinen benötigte rund ein Jahr. Diese waren hierzu nach ihrer Fertigung im Herstellerwerk zerlegt und in 120 Lkw-Fahrten auf die Baustelle transportiert worden.

#### Vortrieb
Von insgesamt 9385 m wurden 8984 m in bergmännischer Bauweise errichtet. Im Nordabschnitt schließen sich 286 m, im Südabschnitt 115 m in offener Bauweise an. Tunnelpatinnen sind die Bundestagsabgeordnete Marion Caspers-Merk (Oströhre) und Inken Oettinger (Weströhre), die Ehefrau des damaligen baden-württembergischen Ministerpräsidenten Günther Oettinger.
Der Vortrieb der östlichen Röhre begann im Juni 2005 (nach anderer Quelle im Mai 2005), im Oktober des gleichen Jahres begann der Vortrieb der Weströhre. Der Vortrieb lief an allen Tagen rund um die Uhr und wurde lediglich über Weihnachten für ein bis zwei Wochen sowie am Ehrentag der Hl. Barbara (4. Dezember) unterbrochen. Während die Mineure in zwei Schichten zu zehn Stunden arbeiteten, dienten vier Stunden in der Nacht der Wartung der Maschinen sowie Vorbohrungen zu Erkundung des vorausliegenden Gebirges. Beim Vortrieb der Oströhre kam es zwischen den Tunnel-Kilometern 3,7 und 4,3 zu unerwarteten Verzögerungen, nachdem etwa 20 bis 30 Liter Wasser pro Sekunde an der Ortsbrust anfielen und auf einen geschlossenen Vortrieb umgestellt werden musste. Bei der nachlaufenden Tunnelbohrmaschine West konnten durch eine rechtzeitige Umstellung Verzögerungen vermieden werden.
Die Vortriebsleistung steigerte sich im Laufe des Vortriebs von etwa zehn Metern pro Tag und Röhre (Juni 2005) über etwa 15 (Weströhre) beziehungsweise 18 Meter (Oströhre) pro Tag (2006) auf etwa 20 m pro Tag (Anfang 2007), bei Tagesspitzenleistungen von bis zu 34 m.
Im März 2007 wurden die Lüftungsschächte mit der Tübbingschale verbunden. Die Oströhre wurde am 20. September 2007 um 16:35 Uhr durchgeschlagen, die Weströhre folgte am 1. Oktober 2007 um 15:10 Uhr. Insgesamt wurden rund 1,80 Mio. m³ feste Massen und 2,45 Mio. m³ aufgelockerte Massen (davon 125.000 m³ aus den Voreinschnitten) ausgebrochen.
Laut Angaben des Unternehmers Martin Herrenknecht sei der Vortrieb acht Monate früher als geplant beendet worden.
Die kreisrunden Querstollen mit einem Innenradius von 2,0 m wurden in konventioneller Spritzbetonbauweise jeweils von der östlichen zur westlichen Röhre hin errichtet. Das Material wurde dabei je nach Gebirgsverhältnissen mit Baggern, Schaufeln, Bohrhämmern und Fräsen ausgebrochen. Die fertiggestellten Querschläge dienten bereits während der Bauphase als Rettungsweg. Die Quertunnel wurden von einem eigenen Bautrupp erstellt.
Im Bereich der Unterfahrung eines Wohngebiets der Gemeinde Bad Bellingen befindet sich ein Kriechhang, das heißt, die obere Erdschicht bewegt sich talwärts. Dieser wurde vor und während der Bauarbeiten umfangreich durch Inklinometer und geodätische Messpunkte überwacht. Im Jahr 2000 wurden Bewegungen von etwa 5 mm pro Jahr festgestellt, während der Unterfahrung wurden Verschiebungen von bis zu 130 mm pro Jahr gemessen, anschließend gingen diese wieder auf den Ursprungswert zurück. Die Senkungsrate betrug vor der Unterfahrung ungefähr 2 mm, während dieser gab es Senkungen von bis zu 35 mm. An den betroffenen drei Häusern entstanden keine Schäden.
Während der Rohbauphase waren bis zu 500 Mitarbeiter aus 13 Nationen gleichzeitig auf der Baustelle beschäftigt. Es gab keine tödlichen Unfälle.
2008 wurden die beiden Tunnelbohrmaschinen zerlegt und abtransportiert.

#### Bautechnik
Aufgefahren wurde der Tunnel – erstmals in Deutschland bei Hartgestein – im so genannten Schildvortrieb. Zwei baugleiche, rund 2500 Tonnen schwere und 220 m lange Tunnelbohrmaschinen (TBM) erreichten im 200 bis 250 Millionen Jahre alten Baugrund Vortriebsgeschwindigkeiten von durchschnittlich 15 m pro Tag. Dabei wurde der Ausbruch des Gesamtquerschnittes einer Tunnelröhre in einem Arbeitsgang abgetragen. Dafür verfügten die Maschinen über jeweils 3.200 kW starke Antriebe, die einen Schild von 11,16 m Durchmesser bewegten. Um den schützenden Schild der Maschine nicht verlassen zu müssen, wurden alle Teile der TBM so ausgelegt, dass sie von hinten ausgewechselt werden konnten. Während der Bauphase wurde der Grundwasserspiegel stellenweise abgesenkt.
Hergestellt wurde ein Nutzquerschnitt von 62 m² (über Schienenoberkante), bei einem Ausbruchsquerschnitt von 95 m². Der Innenradius (ohne bautechnischen Nutzraum) beträgt 4,70 m. Zur Vermeidung des Tunnelknalls verengt sich der Querschnitt der Röhren Richtung Tunnelmitte leicht. Dadurch sollen die Luftdruckschwankungen bei Zugfahrten zwei Drittel des Niveaus von konventionellen Bahntunneln nicht überschreiten. Außerdem wurden – erstmals in Europa – Portalhauben mit Lüftungsschlitzen eingebaut. Aufgrund dieser nachträglich eingeplanten Maßnahmen konnte der Tunnel erst später als ursprünglich geplant in Betrieb genommen werden.
Eine ab Februar 2005 errichtete 2,5 km lange Förderbandanlage transportierte den Ausbruch zwischen 6 und 22 Uhr zum Steinbruch Kapf in Huttingen. Für das Auffüllen des Steinbruchs wurde ein 60 t schwerer Vorderlader für 1,2 Mio. Euro beschafft.
Die schon während des Vortriebes eingebaute Innenschale besteht aus rund 63.000 Tübbingen aus Beton. Diese sind 60 cm stark und 200 cm breit und werden vor Ort zu 96 Tonnen schweren Ringen montiert; der Innendurchmesser liegt dabei bei 9,4 m, der Außendurchmesser bei 10,6 m. Ein Ring besteht aus sechs Tübbingen und einem Schlussstein.
Speziell für den Einsatz im Katzenbergtunnel konzipierte Zweiwegefahrzeuge brachten die fertigen Teile der Ringe nach Bedarf in die Röhre. Die Einbauzeit für einen vollen Tübbingring lag zwischen 40 und 50 Minuten. Die Tübbinge wurden unmittelbar nach dem Einbau vorübergehend über vorbereitete Fugen mit Schrägverschraubungen miteinander verbunden. Anschließend wurde der zwischen 17 und 25 cm breite Spalt zwischen dem Ausbruchsquerschnitt und dem Tübbingring mit Mörtel verfüllt. Nach dem Aushärten der Masse wurden die Verbindungen wieder entfernt.
In der am Südportal errichteten Tübbingfabrik konnten bis zu 168 vollständige Ringe je Woche im 24-Stunden-Betrieb hergestellt werden. Für jedes Element wurden bis zu 880 kg Bewehrungsstahl in etwa acht Minuten verflochten und anschließend mit Beton ausgegossen. Bei einer Aushärtungszeit von zehn Stunden wurde dabei in der Hochphase des Baus jede Form täglich zwei Mal verwendet. Anschließend wurden die Tübbinge per Vakuumkran zu einer Kontrollstation gebracht. Bei positivem Befund – der Ausschuss unter allen produzierten Tübbinge lag bei 0,3 % – wurden die Bauteile in ein Reifelager gebracht, wo sie drei Tage aushärteten und anschließend nochmals auf Risse kontrolliert wurden. Abschließend wurde eine Neopren-Dichtung eingeklebt und die Tübbinge in ein Außenlager gebracht. Nach 14 Tagen erreichten sie dort B45-Qualität (Belastbarkeit bis 45 N/mm2, was 450 kg je cm2 entspricht), nach 56 Tagen B65-Qualität.
Im Bereich der Querschläge wurde eine Sonderbauform aus Stahl realisiert, die für den Vortrieb der Querstollen wieder entfernt werden konnte. Um den Strombedarf der Baustelle, deren Anschlussleistung bei bis zu 18 MW lag, zu decken, wurde im nahegelegenen Umspannwerk Hertingen ein zusätzlicher Transformator installiert, der die Baustelle über mehrere 20-kV-Leitungen mit elektrischer Energie versorgte.

#### Weitere Bauarbeiten
Anfang März 2007 erfolgte der erste Spatenstich für die Anbindung des Tunnels an die bestehende Strecke. Zwischen März und Mai 2007 wurde der wesentliche Teil des nördlichen Voreinschnitts mit Bohrpfählen gesichert.
Der Tunnel wurde im Dezember 2010 im Rohbau fertiggestellt. Im März 2010 wurde der Auftrag zur Ausrüstung des Tunnels mit Fester Fahrbahn an Max Bögl vergeben. Sie wurde zwischen November 2010 und März 2012 installiert. Der Einbau der Festen Fahrbahn wurde in der Weströhre im Oktober 2011 weitgehend abgeschlossen und im März 2012 in der Oströhre beendet.
Nach Herstellung des Oberbaus wurden die Fahrleitung, die Leit- und Sicherungstechnik sowie die rettungstechnischen Anlagen installiert. Abschließend erfolgte der Innenausbau der Verbindungsbauwerke mit Schleusen, Notstromversorgung, Kommunikationssystemen sowie Feuerwehrtechnik. Balfour Beatty Rail begann im Dezember 2009 mit den Vermessungsarbeiten für den Bau der Fahrleitung, die ersten Bohrungen erfolgten im Januar 2010. Anschließend wurde eine 680 m lange Referenzstrecke aufgebaut. Die Elektrifizierung wurde im Mai 2012 abgeschlossen. Anschließend fanden erste Testfahrten statt.
Ab der zweiten Jahreshälfte 2011 entstand der Oberbau des Neubaustreckenabschnitts zwischen dem Südportal des Tunnels und der provisorischen Einfädelung bei Haltingen.

#### Informationszentrum
Am Südportal des Tunnels wurde ein Informationszentrum für die Öffentlichkeit errichtet. Die präsentierten Inhalte wurden kontinuierlich fortentwickelt, um neben der Technik des Tunnelrohbaus die nötigen Arbeiten zum technischen Ausbau demonstrieren zu können. Hierzu wurden unter anderem zwei siebenteilige Tübbingringe in einer Stützkonstruktion aufgebaut und mit der kompletten technischen Ausstattung, wie Fester Fahrbahn und Oberleitungsanlage, ergänzt.
Am 16. Juni 2013 wurde das Informationszentrum nach acht Jahren geschlossen. Insgesamt 40.700 Menschen und 565 Gruppen hatten es besucht.

### Inbetriebnahme
Die Inbetriebnahme war ursprünglich zum Fahrplanwechsel im Dezember 2011 vorgesehen, verzögerte sich jedoch aufgrund nachträglich einzuplanender Anschlussbauwerke zur Vermeidung des Tunnelknalls und erfolgte schließlich zum Fahrplanwechsel am 9. Dezember 2012.
Am 28. Juli 2012 fuhr erstmals ein Dieseltriebwagen, ein Regio-Shuttle, im Rahmen einer Videobefahrung mit einer Geschwindigkeit von 20 km/h durch den Tunnel. Diese Videoaufnahmen wurden Lokführern zur Erlangung der Streckenkenntnis zur Verfügung gestellt. Am 24. August 2012 wurde die Fahrleitung unter Spannung gesetzt, am 7. September fuhr um 8:00 Uhr ein Flirt-Triebzug der SBB Deutschland als erster elektrischer Zug mit 155 km/h, ebenfalls für Videoaufnahmen, durch den Tunnel. Zwischen dem 17. September und dem 5. Oktober erfolgten die Hochtastfahrten bis zur Endgeschwindigkeit von 275 km/h mit dem ICE-S. Die Triebfahrzeugführer wurden vor der Inbetriebnahme u. a. mit Hilfe von Videoaufzeichnungen geschult.
Am 17. November 2012 fand eine Rettungsübung mit insgesamt 350 Einsatzkräften statt. Die „Reisenden“ wurden über einen Querschlag in die Parallelröhre evakuiert und von dort mit Bussen und Lkw zum Südportal gebracht. Nach 75 Minuten waren alle Personen aus dem Tunnel evakuiert.
Bei der Inbetriebnahme des Tunnels am 4. Dezember 2012 waren unter anderem Bundesverkehrsminister Peter Ramsauer, Bahnchef Rüdiger Grube und Landesverkehrsminister Winfried Hermann anwesend. Die erste offizielle Durchfahrt erfolgte kurz nach 14:30 Uhr vom Nord- zum Südportal als Parallelfahrt durch den ICE-T-Triebzug 1502 „Karlsruhe“ und einen Güterzug, der von der Lokomotive 152 033 gezogen wurde.

### Ausblick
2012 wurden für das Jahr 2025 auf dem Streckenabschnitt rund 60 Fern-, 100 Nahverkehrszüge sowie bis zu 340 Güterzüge pro Tag erwartet.
Im April 2025 wurde die nördliche Anbindung des Katzenbergtunnels auf ein Gleis zurückgebaut, um nun bis Juni 2025 die Anbindung bis Müllheim herzustellen. Im Dezember 2025 soll der daran anschließende Neubauabschnitt bis Auggen in Betrieb gehen.
Im Jahr 2026 soll der Fildertunnel den Katzenbergtunnel als längsten in Betrieb befindlichen Doppelröhren-Eisenbahntunnel und drittlängsten Eisenbahntunnel in Deutschland ablösen.

## Betrieb
Der schnelle Personenfernverkehr und ein Großteil des Güterverkehrs verkehren auf diesem Abschnitt der Rheintalbahn durch den Tunnel. Nachts sollen ihn alle Güterzüge nutzen. Im Frühjahr 2013 wurden wieder mehr Güterzüge auf der Bestandsstrecke beobachtet. Vom 22. April bis 28. September 2014 war der parallel verlaufende Bestandsstreckenabschnitt zur Gleis- und Bahndammerneuerung sowie zur Errichtung von Lärmschutzwänden gesperrt. Der Zugverkehr wurde in dieser Zeit durch den Katzenbergtunnel abgewickelt, auch die Rollende Landstraße nutzte den Tunnel.
Die planmäßige Reisezeit zwischen Freiburg und Basel ging zum Fahrplanwechsel am 9. Dezember 2012 von 35 auf 33 Minuten zurück. Dabei verkürzt sich die Streckenlänge im Bereich des Isteiner Klotzes um 3,814 km. Gleichzeitig steigt die zugelassene Höchstgeschwindigkeit auf bis zu 250 km/h an (im Tunnel sowie südlich davon bis zur Kurve Haltingen). In der Kurve Haltingen wird mit Fertigstellung des nächsten Ausbauabschnitts die zugelassene Höchstgeschwindigkeit von 110 auf 160 km/h angehoben. Mit dem Tunnel stehen zukünftig in dem Streckenabschnitt durchgehend vier statt bisher zwei Gleise zur Verfügung. Zusammen mit weiteren Baumaßnahmen soll sich die Reisezeit von Basel nach Karlsruhe von heute 100 auf 69 Minuten verkürzen.
Der neue Streckenabschnitt wird über Weichen angebunden, die abzweigend mit 100 km/h befahren werden können (1200 m Abzweigradius). Im Regelbetrieb werden ICE-Züge die auf dem neuen Streckenabschnitt zugelassene Geschwindigkeit von 250 km/h damit noch nicht erreichen können. Die beidseitige Anbindung an das bestehende Netz ist dauerhaft höhengleich geplant. Nach Angaben der Deutschen Bahn sei der Nachweis erbracht worden, dass der bis 2025 erwartete Güterverkehr damit vollständig durch den Tunnel geführt werden könne. Auf Überwerfungsbauwerke sei laut Angaben der Deutschen Bahn zu Gunsten einer Blockverdichtung verzichtet worden. Bund, Land und Bahn erklärten sich bereit, eine Optimierung der Verknüpfungspunkte (insbesondere durch eine höhenfreie Ausfädelung) zu prüfen, soweit eine Verkehrsprognose für das Jahr 2025 eine Überlastung der Strecke erwarten lässt. Im nördlichen bzw. südlichen Anschluss auf die beiden Einfädelungsbereiche kann die Rheintalbahn mit 160 km/h befahren werden.
Im Trassenpreissystem der Deutschen Bahn wird die Neubaustrecke mit dem Tunnel in der Kategorie F1 geführt. Der Grundpreis für Fahrten durch den Tunnel betrug damit (um 2012) 4,60 Euro je Zugkilometer. DB Netz sagte im November 2012 zu, die Trassenpreise ab Ende 2014 so zu gestalten, dass für Güterzüge kein Anreiz besteht, die Altstrecke zu nutzen. Mit der Einführung eines neuen Trassenpreissystems sollten diese Anreize ab Dezember 2016 entfallen. Der im Vergleich zur Altstrecke kürzere Weg über den Tunnel soll dann grundsätzlich preisgünstiger sein.
Laut Angaben der Deutschen Bahn ging durch die Inbetriebnahme des Katzenbergtunnels die Zahl der Züge auf der Bestandsstrecke zurück: Zwischen 6 und 22 Uhr sei die Zahl der durchschnittlichen Züge demnach von 231 (im Jahr 2012) auf 81 (im Jahr 2013), in den Nachtstunden von 63 auf 19 gesunken. Die durchschnittliche Zahl der Güterzüge ging im gleichen Zeitraum, von 6 bis 22 Uhr, von 112 auf 18 sowie im Nachtzeitraum von 42 auf 6 zurück.
Am 26. Oktober 2024 fand eine Rettungsübung im Tunnel statt. Beteiligt waren 300 Rettungskräfte und 200 Komparsen.

## Technik

### Feste Fahrbahn
Im Zuge des Projekts entstanden 20 km Feste Fahrbahn des Systems Bögl, bestehend aus rund 3100 je 6,5 m langen Gleistragplatten. Die Fahrbahn kann von Straßenfahrzeugen befahren werden und reicht über die beiden Tunnelportale hinaus bis zu den Rettungsplätzen. Die Schienenköpfe ragen dabei nur sechs Zentimeter über die Fahrbahnplatten hinaus. Im Bereich der Unterquerung von Bad Bellingen ist die Feste Fahrbahn über ein mittelschweres Masse-Feder-System auf einer Länge von rund 500 m von Schwingungen entkoppelt. Ursprünglich war ein leichtes vorgesehen gewesen, wegen der geplanten verstärkten Nutzung durch Güterzüge wurde es für eine höhere Dämpfungswirkung ausgelegt.
Die Anbindung an die Altstrecke ist in konventionellem Schotteroberbau mit Betonschwellen ausgeführt. Am Übergang von der Festen Fahrbahn zum Schotteroberbau befinden sich besohlte Betonschwellen, um Gleislagefehler vermeiden zu können.

### Oberleitung
Für den Tunnel wurde eine neue Variante der Regeloberleitung 330 („Re 330 eingleisiger Tunnel in Tübbingbauweise“) entwickelt. Für das Genehmigungsverfahren wurde 2010 eine 680 m lange Referenzstrecke gebaut. Die Fahrleitung wurde dabei nicht wie sonst üblich an Ankerschienen, sondern direkt mit Verbundankern und Ankerbolzen an den Tübbingen befestigt. Eine weitere Besonderheit ist, dass der Schlussstein nicht angebohrt werden durfte, außerdem konnte in jedem Tübbingring nur in einem 80 cm breiten Streifen gebohrt werden; der Regelstützpunktabstand von 48 m sollte eingehalten werden. Es wurden Bohrschablonen entwickelt, um die Genauigkeit zu erhöhen und die Staubentwicklung gering zu halten. Der Staub wurde während des Bohrens abgesaugt.
Auf den offenen Streckenabschnitten wurde ein Kettenwerk Re 250 verbaut.

### Leit- und Sicherungstechnik
Der Tunnel ist durchgängig mit Linienzugbeeinflussung (LZB) (CIR-ELKE II) und mit LZB-Blockkennzeichen ausgerüstet. Bei Betrieb mit LZB gibt es 12 virtuelle Blocksignale im Abstand von etwa 0,8 bis 1,7 km. Auf der gesamten Strecke ist Gleiswechselbetrieb eingerichtet. An den Abzweigen zur Bestandsstrecke sind Lichtsignale mit Punktförmiger Zugbeeinflussung (PZB) installiert. Der gesamte Tunnel stellt für signalgeführte Züge einen einzigen Blockabschnitt dar. Auf den Einbau des europäischen Systems ETCS wurde zunächst verzichtet; eine Nachrüstung ist aber mittelfristig vorgesehen.
Der Tunnel wird von der Betriebszentrale in Karlsruhe aus ferngesteuert, wobei sich die Sicherungstechnik in der ESTW-Unterzentrale Buggingen befindet. Es gibt zwei Betriebsstellen, den Bahnhofsteil (Bft) Schliengen Abzweig Nord bei km 242, und den Bahnhof (Bf) Haltingen bei km 264,3, der von einem Relaisstellwerk in Weil am Rhein aus gesteuert wird. Während in Schliengen Ks-Signale installiert sind, finden sich in Haltingen H/V-Signale.
Als Zugfunk wird GSM-R verwendet; des Weiteren besteht eine durchgängige Versorgung mit öffentlichem GSM-Mobilfunk. In den Querschlägen sind außerdem 19 Notruffernsprecher installiert.

### Sicherheitskonzept
Der Sicherheit im Tunnel liegt ein vierstufiges Sicherheitskonzept zu Grunde, das unter anderem eine Notbremsüberbrückung und eine Selbstrettung vorsieht. Die Rettung erfolgt im Ernstfall in die nicht betroffene Parallelröhre. Die Querstollen erhalten beidseitig Schleusen mit Türen (2 × 2 m) der Feuerwiderstandsklasse F90 (sie sollen einem Vollbrand 90 Minuten standhalten können). Auf der jeweils in Fahrtrichtung linken Seite (in Bezug auf das Gesamtbauwerk ist das Innen) gibt es einen 1,2 m breiten Rettungsweg, außerdem wurde eine Tunnelsicherheitsbeleuchtung eingebaut. Alle 125 m zeigen Symbole den kürzesten Weg zum nächsten sicheren Bereich an.
Die ursprüngliche Planung sah einen Abstand zwischen den Querstollen von 1000 m (entsprechend der zum 1. Juli 1997 in Kraft getretenen Tunnel-Sicherheitsrichtlinie des Eisenbahn-Bundesamtes) vor. Nachdem diese Richtlinie verschärft wurde, mussten die Querstollen im Abstand von 500 m hergestellt werden.
Befestigte Rettungsplätze an beiden Portalen von mindestens 1500 m² Fläche sind über Zufahrten an Landes- und Kreisstraßen angebunden. Darüber hinaus sind regelmäßige Rettungsübungen vorgesehen.
Während der Bauphase wurden das gesamte Baupersonal, Subunternehmer und Besucher mit aktiven RFID-Tags ausgestattet. Diese erlauben eine genaue Überwachung der Personenzahl innerhalb des Tunnelbereichs in Echtzeit. Diese Tags arbeiten mit einer Reichweite von mehr als 100 Metern. Dabei werden alle Personen im Tunnel erkannt einschließlich Personen in bis zu 25 km/h in den Tunnel einfahrenden Fahrzeugen. Spezielle Portale am Tunneleingang erkannten die Personen und bei einem Gefahrenfall wurden auf einem Feuerwehrleitstand die genaue Anzahl und Position der zu rettenden Personen angezeigt.

## Kosten und Finanzierung
Die Rohbaukosten des Tunnels wurden im April 2006 mit 250 Millionen Euro angegeben, Mitte 2010 dann mit 330 Millionen Euro, Mitte 2011 wiederum mit 250 Millionen Euro und Ende 2012 mit 340 Millionen Euro. Die prognostizierten Gesamtkosten des Bauabschnitts, der neben dem Tunnel auch Anschlussstrecken umfasst, lagen 2007 bei rund 0,5 Milliarden Euro. Laut Angaben von Martin Herrenknecht sei der Kostenrahmen des Vortriebs um zehn Prozent überschritten worden. Im Juli 2012 wurden die Kosten des Tunnels und dessen Einbindung an das bestehende Netz mit rund 520 Millionen Euro angegeben.
Es wurden in den gesamten Abschnitt insgesamt 610 Millionen Euro investiert. Davon entfallen 340 Millionen Euro auf den Tunnelrohbau, 90 Millionen Euro auf die anschließenden Streckenabschnitte, 90 Millionen Euro auf die eisenbahntechnische Ausrüstung. Die Planungskosten lagen ebenfalls bei 90 Millionen Euro. Die Finanzierung erfolgte durch den Bund, die Europäische Union und die Deutsche Bahn AG.
Als Gründe für die Überschreitung der Baukosten um rund 80 Millionen Euro werden die Erprobung neuer Bauweisen, neue Standards, nicht erkundete Gebirgsformationen, erhöhter Wasserandrang sowie Maßnahmen gegen den Tunnelknall angegeben.